# 로베르트 하르팅
로베르트 하르팅(독일어: Robert Harting, 독일어 발음: [ˈʁoːbɛʁt ˈhaʁtɪŋ] ( 듣기), 1984년 10월 18일~)은 독일의 육상 선수로 주 종목은 원반던지기이다. 2012년 하계 올림픽에서 금메달을 획득했고 세계 선수권 대회에서 3회 우승을 차지했다.
동생인 크리스토프도 원반던지기 선수이다.

## 경력
동독 콧부스에서 태어났다. 2001년에 헝가리 데브레첸에서 열린 2001년 세계 유스 선수권 대회에서 은메달을 획득하였고, 이듬해 2002년 7월에는 자메이카 킹스턴에서 열린 2002년 세계 주니어 선수권 대회에 참가했으나 예선에서 탈락했다. 이후 2005년 7월 독일 에르푸르트에서 열린 2003년 유럽 U-23 선수권 대회에서 우승하였다.
2009년 8월 자국 독일의 베를린에서 열린 2009년 세계 선수권 대회에 참가하여 폴란드의 피오트르 마와호프스키와 에스토니아의 게르드 칸테르를 꺾고 첫 세계 선수권 대회 금메달을 획득했다. 당시 5차 시도까지 2위에 머물러 있었으나, 6차 시도에서 역전하여 우승하였다.
2011년 8월 대한민국 대구에서 열린 2011년 세계 선수권 대회에 참가하여 68.97m의 기록으로 마와호프스키와 이란의 에흐산 하다디를 제치고 우승했다. 이듬해인 2012년 5월 할레에서 열린 할레 투척 경기 대회에서 70.31m의 개인 신기록을 세우며 우승했으며 이 때 세운 기록은 하르팅의 개인 최고 기록이 되었다. 같은 해 8월 런던에서 열린 2012년 하계 올림픽에서 68.27m의 기록으로 하다디와 칸테르를 꺾고 금메달을 획득했다. 올림픽에서 이룬 성과로 그 해에 독일 올해의 스포츠인으로 선정되었다.

## 개인사
동생인 크리스토프 하르팅도 독일 국가대표 원반던지기 선수로 활동했으며 2016년 하계 올림픽에서 형의 뒤를 이어 원반던지기 금메달을 획득하였다.